# Bataille de Coulmiers
Guerre franco-allemande de 1870
Batailles
- Chronologie de la guerre franco-prussienne de 1870
- Sarrebruck (08-1870)
- Wissembourg (08-1870)
- Forbach-Spicheren (08-1870)
- Wœrth (08-1870)
- Bitche (08-1870)
- Phalsbourg (08-1870)
- Borny-Colombey (08-1870)
- Strasbourg (08-1870)
- Mars-la-Tour (08-1870)
- Toul (08-1870)
- Gravelotte (08-1870)
- Metz (08-1870)
- Nouart (08-1870)
- Beaumont (08-1870)
- Noisseville (08-1870)
- Sedan (08-1870)
- Montmédy (09-1870)
- Soissons (09-1870)
- Siège de Paris et chronologie du siège (09-1870)
- Nompatelize (10-1870)
- Bellevue (10-1870)
- Châtillon (10-1870
- Châteaudun (10-1870)
- Buzenval (10-1870)
- Bourget (10-1870)
- Dijon (10-1870)
- Belfort (11-1870)
- La Fère (11-1870)
- Langres (11-1870)
- Bouvet et Meteor (navale) (11-1870)
- Coulmiers (11-1870)
- Thionville (11-1870)
- Châtillon-sur-Seine (11-1870)
- Villers-Bretonneux (11-1870)
- Beaune-la-Rolande (11-1870)
- Champigny (11-1870)
- Orléans (12-1870)
- Loigny (12-1870)
- Châteauneuf (12-1870)
- Beaugency (12-1870)
- Longeau (12-1870)
- l’Hallue (12-1870)
- Siège de Péronne (1871)
- Bapaume (01-1871)
- Villersexel (01-1871)
- Le Mans (01-1871)
- Héricourt (01-1871)
- Saint-Quentin (01-1871)
- Buzenval (01-1871)

La bataille de Coulmiers est une bataille de la guerre franco-allemande de 1870 qui a lieu le 9 novembre 1870 près du village de Coulmiers situé à l'ouest d'Orléans dans le département du Loiret.
La bataille oppose les armées françaises et bavaroises.

## Le conflit

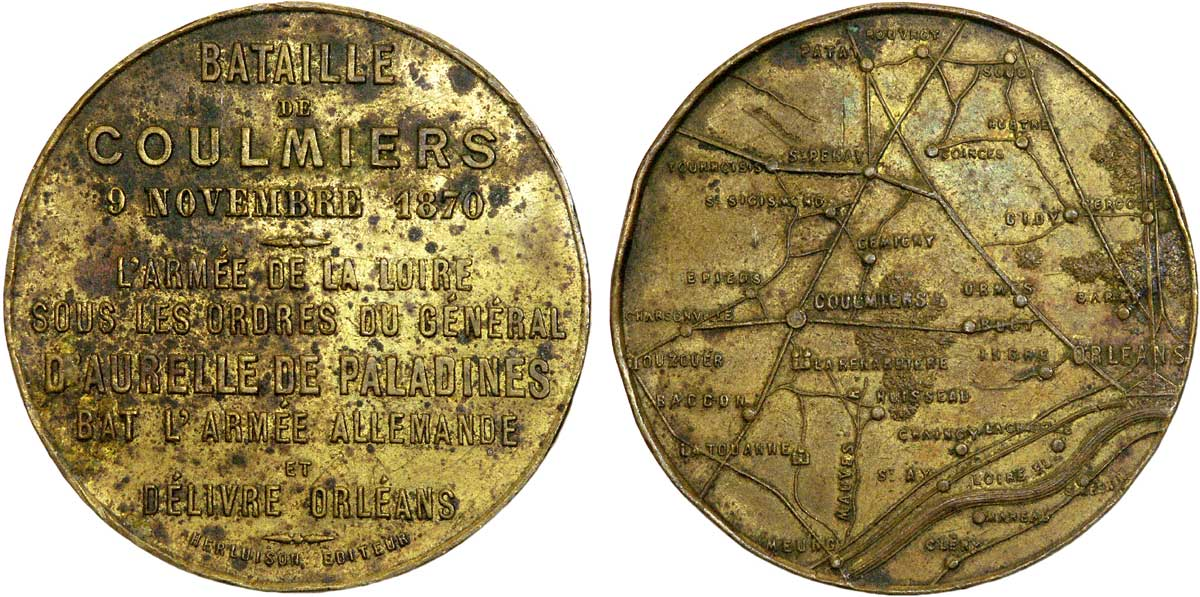
Jeton de la Bataille de Coulmiers. Description avers : Inscription sur dix lignes : ; signature :. Description revers : Carte des environs de Coulmiers.

L'armée de la Loire sous les ordres du général d'Aurelle de Paladines surprit les forces bavaroises du général Ludwig von der Tann. L'artillerie française bombarda le campement allemand avec des obus à percussion, causant la panique dans le campement et obligeant les Bavarois à se retirer dans le désordre alors que l'infanterie française chargeait à la baïonnette.
La nouvelle de la victoire à Coulmiers parvint à Paris, qui était assiégée, causant un regain d'espoir dans la ville, incitant le Gouvernement de la Défense nationale à lancer la « Grande Sortie » contre les lignes de siège prussiennes autour de la ville. Au même moment, l’armée de la Loire devait stopper sa progression vers Paris, le général d'Aurelle de Paladines (acquis à la cause de la protection de l'ordre social du gouvernement de la Défense nationale, et donc à la nécessité de traiter avec les Prussiens[source insuffisante]), prétexta que ses hommes, fatigués, avaient besoin de repos avant de se battre à nouveau. Malgré l'insistance de Léon Gambetta à poursuivre le mouvement et enfoncer les 45 000 hommes de von der Tann et du grand-duc Frédéric-François II de Mecklembourg-Schwerin qui barraient la route de Paris, le général d'Aurelle de Paladines se retranche dans la ville d'Orléans avec ses 100 000 hommes pendant un mois. Cette inertie permet aux troupes allemandes, renforcées par les armées libérées du siège de Metz, après la reddition du maréchal Bazaine le 28 octobre, de reprendre Orléans en décembre.
La victoire de Coulmiers ne fut pas le résultat de la supériorité militaire française, mais de l'effet de surprise causée à une armée bavaroise fatiguée et trois fois moins nombreuse. S'il y eut d'autres victoires remportées par l'armée française durant le conflit telle la Bataille de Villersexel, la bataille de Coulmiers fût la plus importante.

## Mémoriaux de la bataille
Dans la commune de Coulmiers deux mémoriaux sont érigés :
- l'un au cimetière, à la mémoire des soldats bavarois et
- l'autre, à la mémoire des combattants français, un ossuaire, le long de la route Orléans-Le Mans, sur le lieu même des combats.
- L'église compte une plaque commémorative.

La commune de Ribérac, en Dordogne, a fait ériger un monument aux mobiles de Coulmiers.

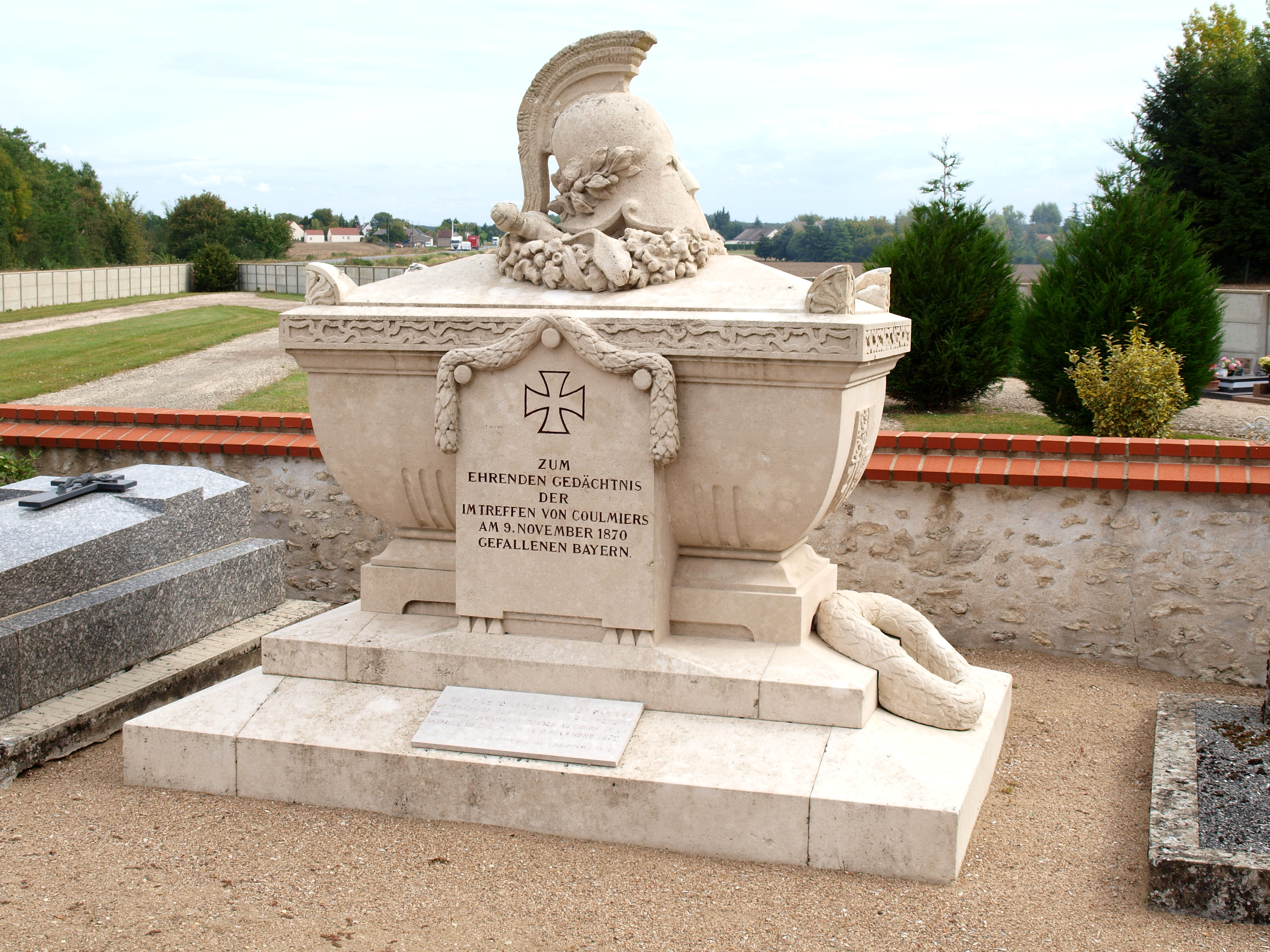
Mémorial aux combattants bavarois dans le cimetière de Coulmiers.
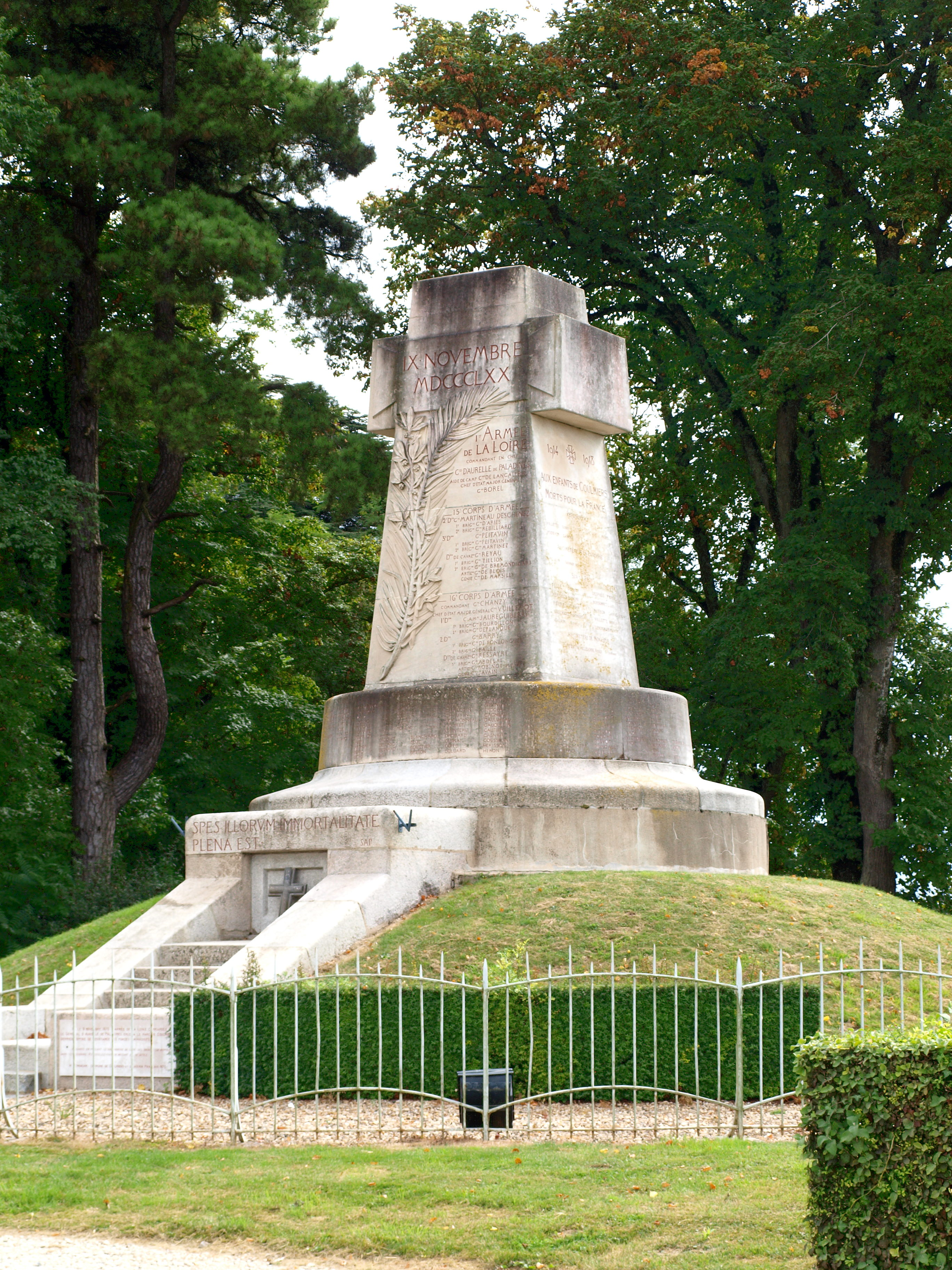
Ossuaire des combattants français à Coulmiers.
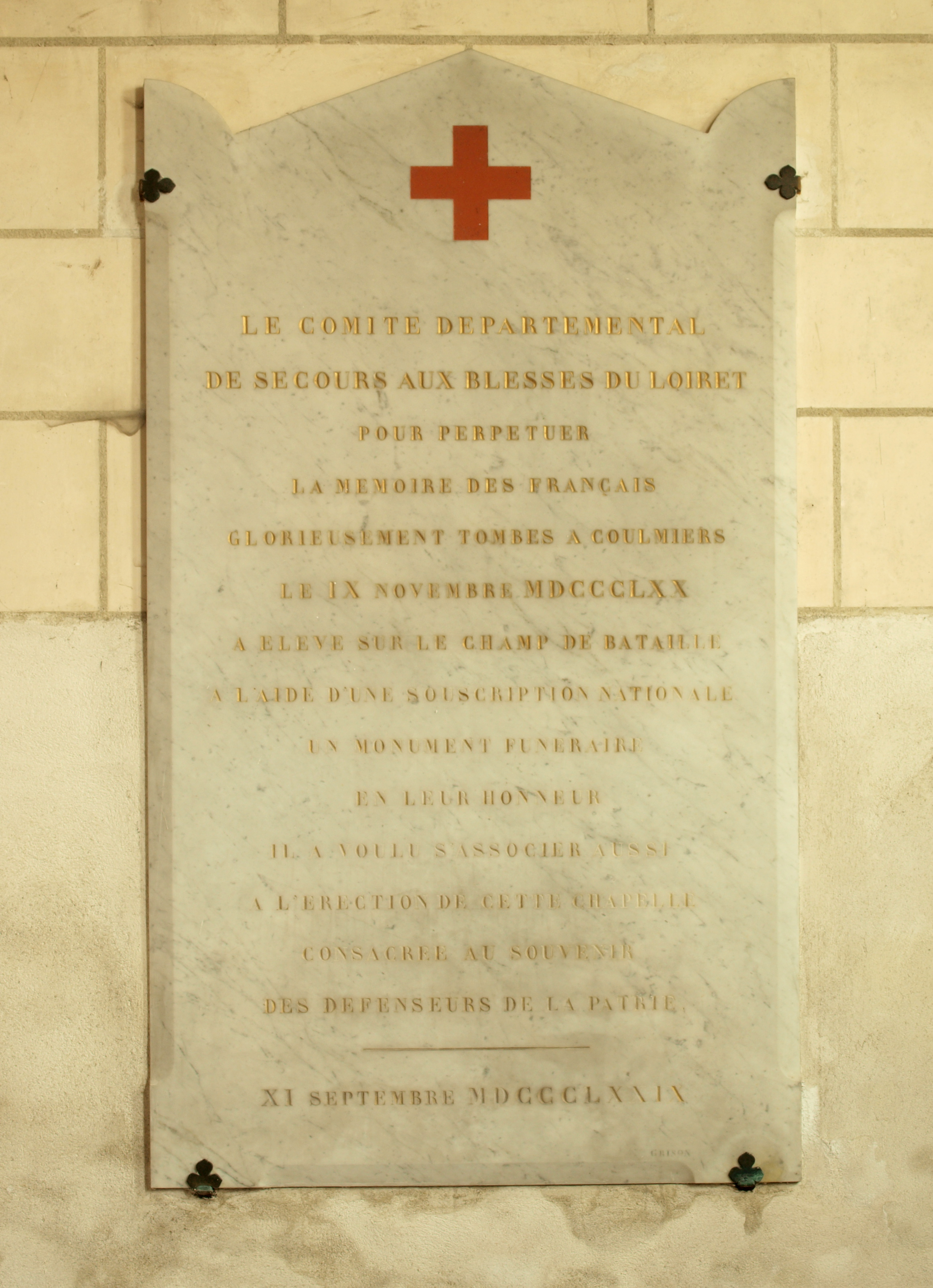
Plaque à la mémoire des combattants français dans l'église de Coulmiers.
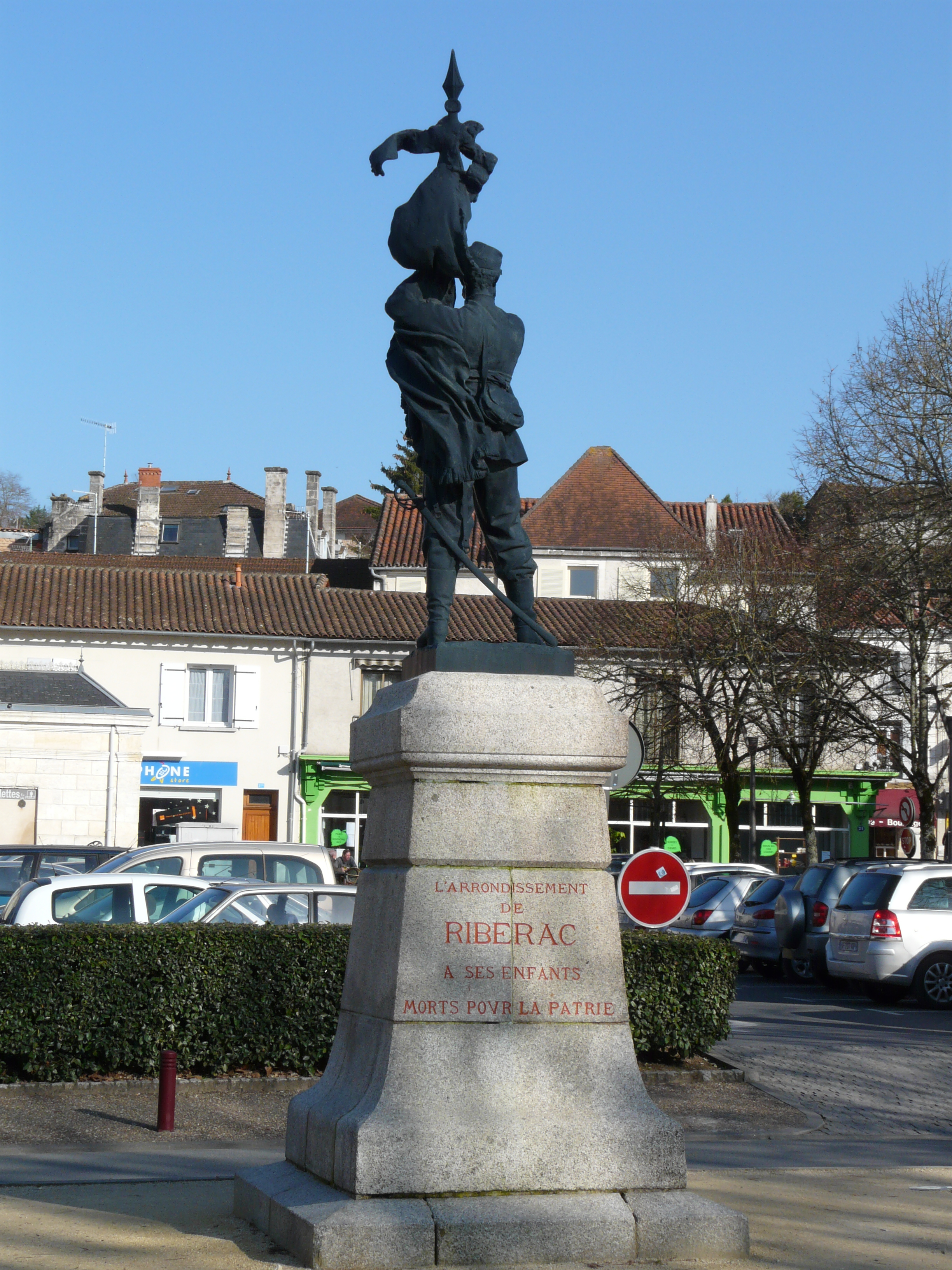
Monument aux gardes mobiles de la Dordogne à Ribérac.

## Hommages
- Bergerac compte une rue de Coulmiers.
- Houilles compte une rue de Coulmiers.
- Nantes compte une rue de Coulmiers.
- Nogent-sur-Marne compte une rue de Coulmiers.
- Orléans compte une rue de Coulmiers.
- Paris compte une rue de Coulmiers.
- Périgueux compte une rue des Mobiles-de-Coulmiers.
- Ribérac compte une rue des Mobiles-de-Coulmiers.
- Talence compte une rue de Coulmiers,